# Coudée
Die Coudée war ein französisches Längenmaß. Das Längenmaß reichte am menschlichen Körper vom Ellenbogen bis zu den Fingerspitzen.
- 1 Coudée = ¾ Elle = etwa 52 Zentimeter

In Afrika war für diese Elle die Bezeichnung Ohra geläufig.
- 1 Ohra = 0,571 Meter[3]